# Livische Sprache
Livisch (līvõ kēļ, auch rāndakēļ) wurde vom Volk der Liven in der lettischen Provinz Kurland (lettisch Kurzeme) gesprochen, also auf der Halbinsel, die die Rigaer Bucht von der Ostsee abtrennt. Früher wurde es, wie der Name vermuten lässt, auch in Livland gesprochen; dort ist die Sprache aber schon seit Längerem ausgestorben.

## Allgemeine Beschreibung
Livisch gehört zu den finno-ugrischen Sprachen und hat die typischen Eigenschaften dieser Sprachfamilie, so z. B. ein ausgeprägtes Kasussystem. Am ehesten ist es mit dem Estnischen verwandt, von dem es auch etwa 800 Lehnwörter übernommen hat.
Während der langen Isolation unter einer lettischsprachigen Bevölkerung wurden auch etwa 2000 Lehnwörter und weitere Elemente des Lettischen übernommen. Etwa 200 weitere Lehnwörter stammen aus dem Niederdeutschen, so zum Beispiel Berufsbezeichnungen wie Dišler (niederdeutsch Dischler, deutsch Tischler), Slakter (niederdeutsch Slakter, deutsch Schlachter) und Aptēkõr (niederdeutsch Apteker, deutsch Apotheker) sowie Begriffe aus Handel und Handwerk wie tsukkõr (niederdeutsch und deutsch Zucker) und dreibenk (niederdeutsch Dreihbänk, deutsch Drehbank).
Die lettische und die livische Sprache beeinflussten sich gegenseitig. Etwa 250 Wörter der Umgangssprache des Lettischen sind Lehnwörter aus dem Livischen. Das Livische hat auch die Grammatik der lettischen Sprache beeinflusst. Das Verb „haben“ fehlt beispielsweise im Lettischen wie auch im Livischen und in den anderen ostseefinnischen Sprachen, zur Angabe des Besitzers verwendet man den Dativ mit der Kopula. Das Verb turēt, das mit dem litauischen Wort für „haben“ (tureti) verwandt ist und heute „halten“ bedeutet, wurde bis ins 16. Jahrhundert in Gedichten und Erzählungen im Sinne von „besitzen, haben“ verwendet und wurde später unter dem Einfluss des Livischen ungebräuchlich. Der Buchstabe „h“ kommt im Lettischen nur in Lehnwörtern vor und fehlt auch im Livischen. Im Livischen gibt es – im Gegensatz zu den anderen ostseefinnischen Sprachen – einen Dativ, der möglicherweise unter dem Einfluss des Lettischen entstanden ist. Dass im Lettischen die Wörter auf der ersten Silbe betont werden wie im Livischen könnte ebenfalls eine Folge des livischen Einflusses sein.
Nicht zu verwechseln ist das Livische mit der livvischen Sprache, auch Olonetzisch genannt, eine ebenfalls ostseefinnische Sprache, die noch in Karelien gesprochen wird.

## Alphabet
Die livische Sprache zählt 45 Grapheme:
a A, ā Ā, ä Ä, ǟ Ǟ, b B, d D, ḑ Ḑ, e E, ē Ē, f F, g G, h H, i I, ī Ī, j J, k K, l L, ļ Ļ, m M, n N, ņ Ņ, o O, ō Ō, ȯ Ȯ, ȱ Ȱ, (ö Ö), (ȫ Ȫ), õ Õ, ȭ Ȭ, p P, r R, ŗ Ŗ, s S, š Š, t T, ț Ț, u U, ū Ū, v V, (y Y), (ȳ Ȳ), z Z, ž Ž
Die in Klammern aufgeführten Grapheme werden dabei nur für eine korrekte Darstellung von Eigennamen verwendet. Aufgrund der technischen Anforderungen gestaltet sich die Darstellung der aufgeführten Grapheme auf Schreibmaschinen und Computern schwierig. Es ist daher auch auf Online-Publikationen anzutreffen, bei denen etwa <ķ> als <k'> dargestellt wird. Während die Cedille über die lettische Tastatur abrufbar ist, treten Schwierigkeiten vor allem bei den Graphemen mit zwei diakritischen Zeichen (Trema und Makron) auf. So wird das Makron des langen Vokals <ǟ> hierbei auch durch eine Unterstreichung ersetzt und als <ä> dargestellt.
Laut Michael Everson sind die Buchstaben ḑ Ḑ ļ Ļ ņ Ņ ŗ Ŗ ț Ț mit Unterkomma (nicht mit Cedille oder gar Ogonek) zu schreiben. Die Unicode-Namen der Buchstaben ḑ Ḑ ļ Ļ ņ Ņ ŗ Ŗ enthalten den Zusatz WITH CEDILLA, obwohl sie in den Code-Tabellen mit Unterkomma abgebildet sind. Lediglich beim T unterscheidet Unicode explizit die beiden Diakritika Cedille und Unterkomma.

## Phonetik

### Phonetische Besonderheiten
Wie die anderen finno-ugrischen Sprachen weist das Livische eine nahezu durchgehende Betonung auf der ersten Silbe des Wortes auf. Charakteristisch sind auch die Quantitätsdistinktionen, die sowohl bei Vokalen als auch bei Konsonanten auftreten. Die Länge der Vokale macht sowohl morphologisch als auch semantisch einen Unterschied.
Die Darstellung der phonetischen Besonderheiten der livischen Sprache wird dadurch erschwert, dass die ausführlichsten Untersuchungen bereits vor dem Zweiten Weltkrieg durchgeführt wurden. Seither hat sich die livische Sprache aufgrund einschneidender Ereignisse stark verändert (Zweiter Weltkrieg, Besetzung durch die Sowjetunion und damit verbundene Flucht).

### Suprasegmentales

#### Intonation
Der Hauptakzent livischer Wörter liegt nahezu ausschließlich auf der ersten Silbe. Bei halblangen Vokalen kann ein Nebenakzent auftreten. Dieser kann jedoch nur auf die zweite oder vierte Silbe fallen.
Der Satzakzent wird durch die Redeabsicht bestimmt.

#### Melodisierung
Das Livische kennt drei grundlegende Intonationsmuster (innerhalb einer Silbe):
- gedehnte Intonation
- fallende Intonation
- gestoßene Intonation

Bei der gedehnten Intonation steigt der Ton zum Silbenende hin an und sinkt dann wiederum leicht. Kettunen charakterisiert diese Intonation auch als leicht interrogativ oder progredient, wobei letzteres vorwiegend im Wortinnern vorkommt. Ähnlich wie im Lettischen wird die Dehnung durch eine Tilde dargestellt. Beispiel:
uõla (dt. „Ei“)
sīlma (dt. „Auge“); hier jedoch als überlanger Vokal ohne Tilde dargestellt
Die fallende Intonation setzt mit einem stärkeren Ton ein, der dann abschwächt. Charakteristisch ist hier ein gleichmäßiges Steigen mit anschließend gleichmäßigem Fallen in gleicher Länge. Phonetisch wird diese Intonation durch einen Gravis dargestellt. Beispiel:
strèbt (dt. „schlürfen“)
Die Stoßintonation ist vermutlich durch lettische Einflüsse entstanden. Dabei steigt ein Ton stark an, es kommt zum Stoß mit einem abrupten Fall des Tons. Die Länge zerfällt dabei in zwei Teile. Die Stoßintonation wird phonetisch durch einen Zirkumflex dargestellt. Beispiel:
rîts (dt. „Morgen“)
In Bezug auf die Satzintonation kennt das Livische:
- interrogativ
- progredient
- terminal

Diese Muster entsprechen weitgehend der Intonation im Deutschen. Bisher wenig thematisierte Unterschiede bestehen im Melodieverlauf einer sprachlichen Handlung.

#### Koartikulation
Die livische Sprache weist eine regressive Assimilation auf, jedoch auch Fälle von progressiver und doppelseitiger Assimilation. Die Assimilationsvorgänge finden zumeist auch Eingang ins Schriftbild. Die livische Schriftsprache, vor allem deren Orthographie, war zu keiner Zeit wirklich fixiert und ist daher durch eine phonetische Schreibweise geprägt. Die Assimilationsvorgänge lassen sich vor allem auf eine diachrone Betrachtung zurückführen, in der eine potentielle Ursprache als Grundlage dient.
Die regressive Assimilation lässt sich vor allem in Bezug auf die Stimmhaftigkeit beobachten: Aus ursprünglichen Lenis-Lauten wurden Fortis-Laute. Diese Assimilation tritt auf, wenn ein stimmloser Konsonant auf einen stimmhaften Konsonanten folgt:
juoptõ (dt. „betränken“): aus dem Graphem <b> wurde <p>
Die progressive Assimilation tritt unter anderem dann auf, wenn ein Lenis-Laut auf einen Fortis-Laut folgt und ersterer zu einem Fortis-Laut wird:
sōpkõd (dt. „Stiefel“): <k> war hier ursprünglich <g>
Ferner trat diese Form der Assimilierung auch bei Konsonantenverbindungen wie <lv> und <lj> auf, wobei erstere zu einem langen L-Laut [lː] wurde, die letztere zu einem langen, palatalisierten L-Laut [lʼ].
Bei der doppelseitigen Assimilation beeinflusste die stimmhafte Konsonantenumgebung die Stimmhaftigkeit des eingeschlossenen Fortis-Lautes. <k, p, t> wurden in entsprechenden Fällen zu <g, b, d>.
Ferner treten im Livischen Auslautentstimmlichungen auf. In phonetischen Abhandlungen wird dieses Phänomen mit kleingedruckten Großbuchstaben (z. B. sōpkõd (Stiefel): sōpkõD) dargestellt.

### Segmentales

#### Vokale
Das Livische zählt acht Monophthonge, die in jeweils vier Quantitätsstufen auftreten können, von denen drei einen distinktiven Charakter haben,
- überkurz (durch einen hochgestellten Vokal dargestellt)
- kurz (durch einen einfachen Vokal dargestellt): mägud (Berge)
- halblang (durch einen Gravis dargestellt): mìez (Mann)
- überlang (durch das auch graphematischen abgebildete Makron dargestellt): jālga (Bein)

Im Gegensatz zum Finnischen weist das Livische keine Vokalharmonie auf und gleicht in diesem Punkt dem Estnischen. Eine Besonderheit stellt der graphematisch <õ> dargestellte Laut [ɤ] dar, der zwar im Estnischen vertreten ist, in den anderen finno-ugrischen Sprachen jedoch nicht.
|             | vorne | zentral | hinten |
| ----------- | ----- | ------- | ------ |
| geschlossen | i     | ɤ       | u      |
| halboffen   | e     | ɵ       | o      |
| offen       | æ     |         | a      |

Mit zwölf Diphthongen ist das Livische verglichen mit dem Deutschen reich an Diphthongen, im Vergleich mit anderen finno-ugrischen Sprachen jedoch relativ arm. Die livischen Diphthonge entsprechen lautlich ihrer schriftlichen Umsetzung, weisen also keine Unterschiede wie im Deutschen auf (vgl. dt.: <eu> = [ɔ̯ɪ] wie in Europa).

#### Konsonanten
Die livische Sprache zählt 23 Konsonanten, die folgenden distinktiven Merkmalen unterliegen:
- Artikulationsstelle
- Artikulations- und Überwindungsmodus
- Distinktion der Quantität
- Hartheit
- Stimmbeteiligung

|               | bilabial | labio- dental | alveolar | alveolar palatalisiert | post- alveolar | palatal | velar | glottal |
| ------------- | -------- | ------------- | -------- | ---------------------- | -------------- | ------- | ----- | ------- |
| Plosive       | p b      |               | t d      | tʲ dʲ                  |                |         | k g   |         |
| Nasale        | m        |               | n        | nʲ                     |                | (ŋ)     |       |         |
| Vibranten     |          |               | r        | rʲ                     |                |         |       |         |
| Frikative     |          | f v           | s z      |                        | ʃ ʒ            |         |       | h       |
| Approximanten |          |               |          |                        |                | j       |       |         |
| Laterale      |          |               | l        | lʲ                     |                |         |       |         |

Im Gegensatz zu den deutschen Äquivalenten werden die livischen Fortis-Plosive nicht aspiriert. Das Graphem <s> wird grundsätzlich stimmlos artikuliert. Eine weitere grundlegende Unterscheidung zum deutschen Konsonantismus liegt in der Palatalisierung. In dieser Form können jedoch nur /d, l, n, r, t/ auftreten. Die Palatalität wird graphematisch durch Cedille und phonetisch durch einen Apostroph dargestellt:
ud’a (Stange zum Abstoßen der Boote auf Seen)
suol'  (Darm)
Es gilt zu beachten, dass es im Livischen kein uvulares [h] gibt. Der stattdessen auftretende Zwischenlaut, der im Bereich zwischen den deutschen Lauten [x] (Ach-Laut) und [ç] (Ich-Laut) anzusiedeln ist, tritt selten auf. Er ist im Entwicklungsprozess der Sprache verschwunden oder sowohl graphematisch als auch phonetisch durch <j> und <v> ersetzt worden. Beispiel:
reja (Rechen) (vgl. estn.: reha)
Während die Quantität der Vokale im Schriftbild beispielsweise durch a und ā dargestellt wird und die Länge hierbei durch ein diakritisches Zeichen markiert wird, stehen bei auf konsonantischer Seite Doppelkonsonanten für eine höhere Quantität. Dieses Merkmal trifft jedoch nicht auf Konsonanten am Wortauslaut zu.

## Status

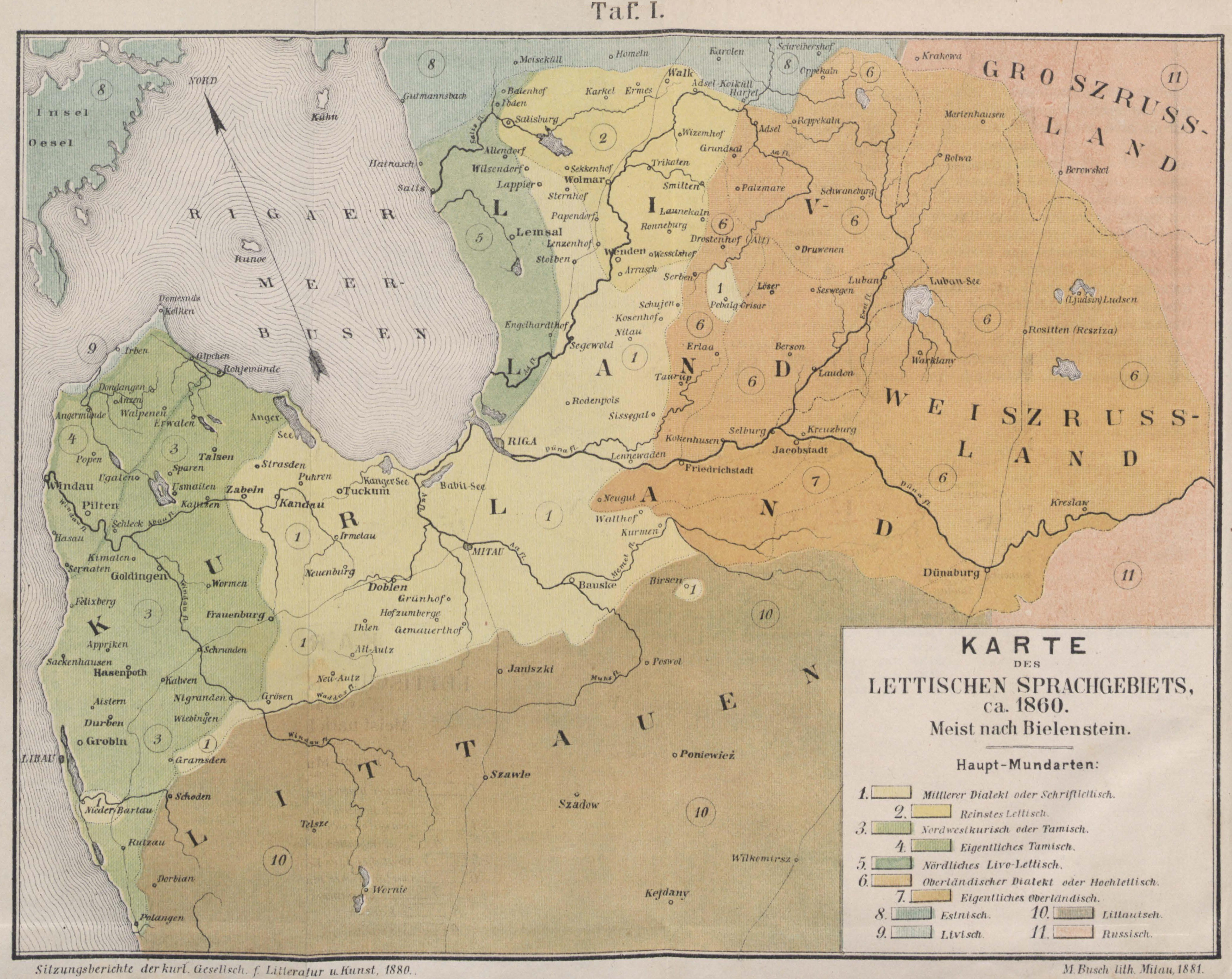
In der Karte der lettischen Dialekte wird der Zustand in der Mitte des 19. Jahrhunderts gezeigt. Damals waren die Liven an der livländischen Küste (im Nordwesten des heutigen Lettland) bereits assimiliert. Im Umfeld dieser Küste existierte ein besonders ausgeprägter Dialekt der lettischen Sprache, der als Livo-Lettisch (5) bezeichnet wurde. An der kurländischen Westküste dagegen gab es noch eine intakte livisch sprechende Bevölkerung (9). Der lettische Dialekt in der Nähe dieser Zone wird Tahmisch (4) genannt.

Livisch ist im Jahr 2013 ausgestorben: Am 2. Juni 2013 verstarb im Alter von 103 Jahren in Kanada Grizelda Kristiņa, die letzte Muttersprachlerin des Livischen, die vor ihrem Tode zahlreiche Gedichte und Lieder an Sprachwissenschaftler weitergegeben hatte. Die Sprache war zuvor auf zwölf Dörfer an der lettischen Nordküste der Landkreise Ventspils und Talsi beschränkt. Die westlich von Mazirbe (livisch: Īra) gelegenen Dörfer wiesen einen Dialekt auf, der dem Altlivischen am nächsten stand, die Dörfer östlich von Īra einen von der Ausgangssprache stärker abweichenden Dialekt. Īra selbst zeichnete sich durch eine Mischform beider Dialekte aus. Durch die Entwicklungen seit der Mitte des 20. Jahrhunderts war jedoch ein Verschmelzen der Dialekte zu beobachten. Bereits im 19. Jahrhundert ist der Dialekt des Salis-Livischen (auch Livland-Livisch) ausgestorben.
Die Liven sind in Lettland als nationale Minderheit anerkannt (Eintragung im Pass).
An der Universität Riga wurde seit 2005 von Valts Ernštreits Livisch gelehrt. Er gab eine Sammlung mit Gedichten in livischer Sprache sowie ein lettisch-livisch-englisches Wörterbuch heraus. 1939 wurde ein livisch-deutsches Wörterbuch herausgegeben.
2018 wurde an der Universität Lettlands das Livische Institut (Livisch: Lețmō Iļīzskūol Līvõd institūt) unter der Leitung von Valts Ernštreits gegründet, an dem man – wie auch bereits an den Universitäten von Helsinki und Tartu – die Sprache lernen und studieren kann. Das Livische Kulturzentrum (Livisch: Līvõ Kultūr Sidām) in Marzirbe, einem Ortsteil der Gemeinde Kolka, organisiert Livischkurse und Sommercamps für Kinder und Jugendliche, bei denen die Sprache gelehrt wird.
Stand 2022 gibt es rund 20 fließende Sprecher des Livischen, die jedoch alle keine Muttersprachler sind. Kuldi Medne, geboren 2020 als Tochter der Sprachaktivisten Jānis Mednis und Renāte Medne, wird mit livischer Muttersprache aufgezogen.

## Geschichte der livischen Sprache

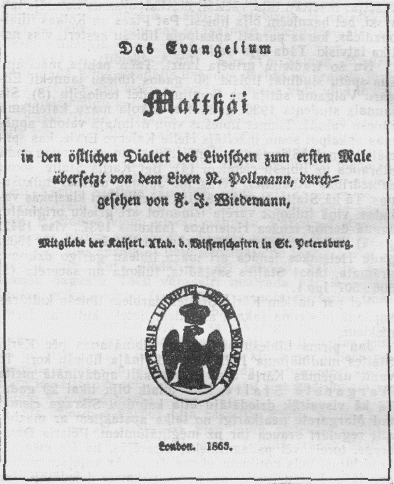
Eine Übersetzung des Matthäusevangeliums in die livische Sprache aus dem Jahr 1863.

Dass es im Livischen – wie im Wepsischen – keinen Stufenwechsel und keine Vokalharmonie gibt, könnte ein Hinweis darauf sein, dass die Liven am Rand des ostseefinnischen Sprachraumes lebten und sich relativ früh als eigenständiger Stamm von den sprachverwandten Stämmen trennten.
Noch im 19. Jahrhundert sprachen schätzungsweise 2.000 Menschen livisch. Verschiedene geschichtliche Ereignisse haben letztlich zum Aussterben der Sprache geführt:
- Die Liven siedelten ursprünglich fast im gesamten heutigen Lettland westlich und nördlich der Düna und im südlichen Estland bis hin zum Peipussee und der Mündung der Pärnau.[14] Daher sind die lettischen Namen vieler Orte (z. B. Jelgava und Talsi), vieler Flüsse (z. B. Gauja) und Seen (z. B. Usma-See und Valguma-See), die außerhalb des heutigen livischen Sprachgebietes liegen, livischen Ursprungs. Die Liven waren im 10. bis 11. Jahrhundert dem russischen Fürsten von Polozk tributpflichtig, zu dieser Zeit wurden sie erstmals urkundlich erwähnt. Die Sprache unterschied sich damals kaum vom Südestnischen.
- Widerstand gegen die Einfälle der Deutschen, die die Liven etwa ab 1180 christianisierten: Um das Jahr 1200 eroberten der Deutsche Orden und der ihm unterstellte Livonische Orden (Schwertbrüderorden) Livland. Deutsche Ritter erhielten Grundbesitz in Livland und wurden dort sesshaft. Seit dieser Zeit wurden immer mehr deutsche Lehnwörter in die livische Sprache aufgenommen. Es folgten Auseinandersetzungen zwischen dem Bischof von Riga und den Orden. Die ältesten schriftlichen Zeugnisse der livischen Sprache – größtenteils Eigennamen – findet man in lateinischen Urkunden aus dem 13. und 14. Jahrhundert.[15]
- Livland zählte im 13. Jahrhundert um die 30.000 Livischsprecher (Schätzung Vääri, 1966).
- 1522: Einführung der Reformation. Das erste Buch auf Livisch, eine lutherische Messe, wurde 1525 in Deutschland gedruckt und später konfisziert, so dass es nicht erhalten ist. Die lutherische Kirche bediente sich von Anfang an jedoch der lettischen Sprache, nicht der livischen. Zahlreiche lettische Begriffe aus dem Bereich Religion, Kirche wurden in der Folgezeit ins Livische übernommen. Um diese Zeit könnten auch der für eine ostseefinnische Sprache sehr untypische Dativ auf -n und die noch gebräuchlichen lettischen Vorsilben aiz- und iz- sowie die Nachsilben -ig, -om und ib- aus dem Lettischen ins Livische übernommen worden sein.
- 1557: Russische Invasion; Auflösung des verbliebenen Deutschordensstaates.
- 1558–1583: Livländischer Krieg des russischen Zarenreiches gegen Schweden, Dänemark und Polen-Litauen.
- 1721: Frieden von Nystad. Livland wird eine der drei Ostseeprovinzen (Estland, Livland, Kurland) des zaristischen Russlands. Ab dieser Zeit wurden auch verschiedene russische Ausdrücke als Lehnwörter ins Livische übernommen, so wurde aus dem russischen Wort ulica (Straße) das livische uliki.
- 1795: Dritte Teilung Polens. Kurland wird Provinz des zaristischen Russlands.
- 1846 fand der Sprachwissenschaftler Andreas Johan Sjögren in der Provinz Livland nur noch 22 livischsprachige Menschen. Sie lebten an der Mündung des Flusses Salaca unweit der heutigen estnisch-lettischen Grenze.[16] Er schrieb eine „Livische Grammatik nebst Sprachform“ und ein „Livisch-deutsches und deutsch-livisches Wörterbuch“ – beides erschien 1861 – und entwickelte als erster eine Orthographie der livischen Sprache. Da die Liven an der Küste Kurlands relativ isoliert von den Letten lebten und ausgeprägte Kontakte zur estnischen Bevölkerung der Insel Saaremaa unterhielten, konnte sich die livische Sprache dort länger halten. Das älteste erhaltene livische Buch wurde 1863 gedruckt, wobei man sich der von Sjögren entwickelten Orthographie bediente. 1888 zählte man 2929 Liven.
- 1918: Gründung Lettlands. 1925 gab eine Statistik der lettischen Regierung die Zahl der Liven mit 1238 an. Neuere Blütezeit des Livischen. Etwa 50 verschiedene Bücher – kirchliche Gesangbücher, Kalender u. a. – wurden auf Livisch herausgegeben. Die hektografierte Zeitschrift Līvli, deren Orthographie sich am ostlivischen Dialekt orientierte, erschien von 1931 bis 1939, und die Zahl der Liven in Kurland wurde 1938 auf 800–1000 geschätzt.[17]
- Zweiter Weltkrieg und Sowjetunion: Marginalisierung des Livischen.
- Im seit 1990 wieder unabhängigen Lettland wird Livisch als Minderheitensprache offiziell anerkannt. Laut einem Bericht der britischen Times ist die letzte Muttersprachlerin des Livischen 2013 gestorben.[18]